# Цармуре (Салаж)
Цармуре (рум. Țărmure) насеље је у Румунији у округу Салаж у општини Шармашаг. Oпштина се налази на надморској висини од 236 m.

## Становништво
Према подацима из 2002. године у насељу је живело 1 становника.